# Takeshi Aono
Pour les articles homonymes, voir Aono.
Takeshi Aono (青野 武, Aono Takeshi), né le 19 juin 1936 à Asahikawa, mort le 9 avril 2012, est un seiyū.

## Rôles
- Gharnef Dans Fire Emblem: Mystery of the Emblem
- The Gambling King dans Ranma ½
- Vagnard dans les Chroniques de la guerre de Lodoss
- Piccolo Daimaô dans Dragon Ball
- Kami-sama dans Dragon Ball Z
- Nobuyuki et Kasuhito Masaki dans Tenchi muyo!
- Dakuan dans  Ninja scroll
- Murigson dans La Jeunesse d'Albator
- Issei dans Giant robo
- Sugoroku Mutou dans Yu-Gi-Oh!
- Bookman dans D.Gray-man
- Mihawk dans One Piece
- Roy Campbell dans Metal Gear Solid
- Axel Thurston dans Eureka Seven